# アクロティリ空軍基地
アクロティリ空軍基地（アクロティリくうぐんきち、英語: RAF Akrotiri）は、キプロス島にあるイギリス海外領土のアクロティリおよびデケリアに位置するイギリス空軍の基地である。イギリス空軍のアクロバットチームである、レッドアローズの訓練拠点にもなっている。

## 概要

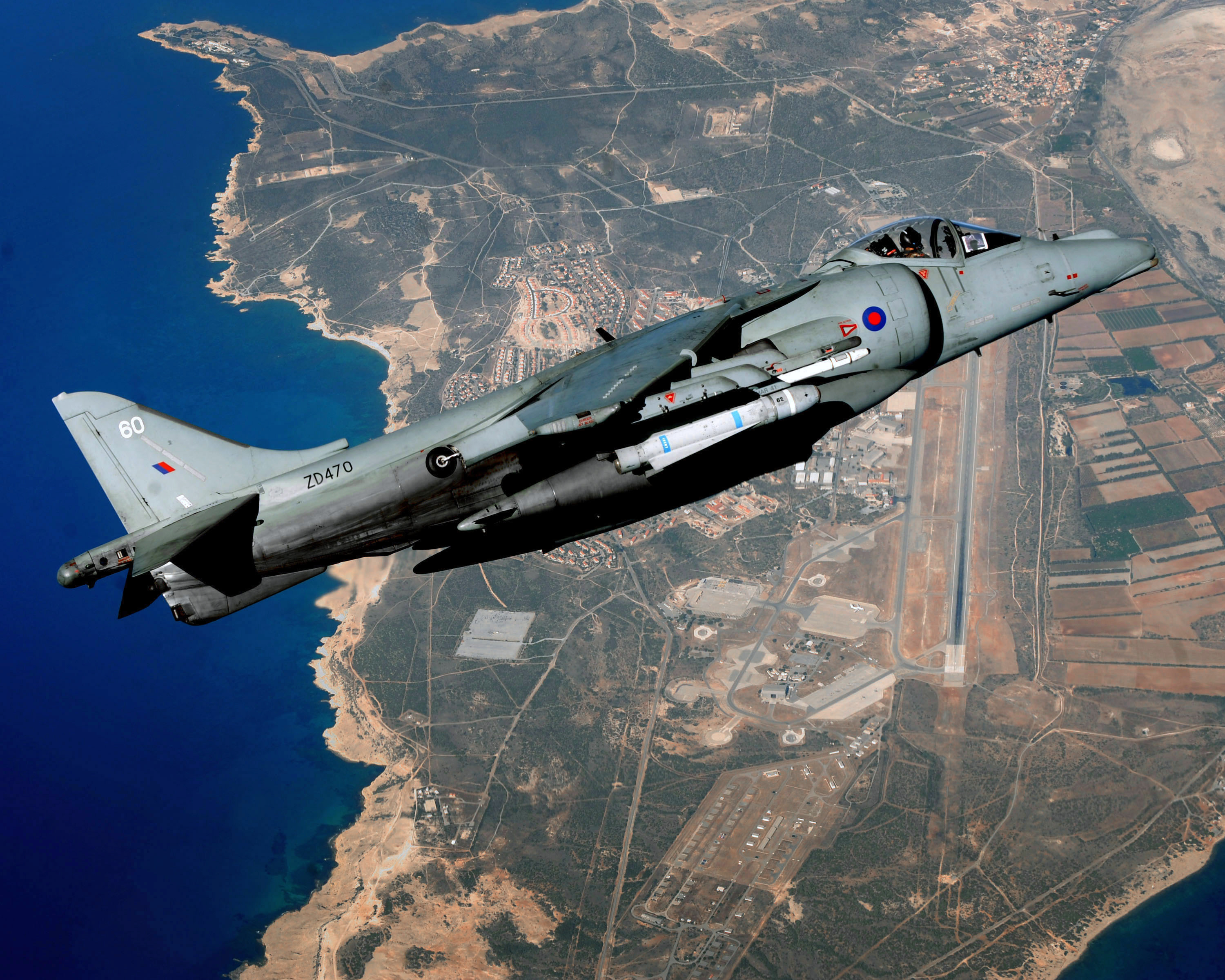
ハリアーIIの眼下に見えるのがアクロティリ空軍基地

アクロティリ空軍基地は1950年代にキプロス島に建設された基地で、ニコシア空軍基地からの分散が目的だった。
1956年に勃発したスエズ危機ではミーティア戦闘機、ベノム戦闘爆撃機、キャンベラ写真偵察機が展開したほか、エジプトがイスラエルを攻撃した場合に備え、キャンベラ爆撃機が増派された。
スエズ危機後、アラビア半島に展開するイギリス軍中東コマンドはスエズ運河を境にアデン・イギリス軍と近東コマンドに分割され、近東コマンドの司令部がアクロティリ空軍基地に1977年まで置かれた。また、1957年から1969年までキャンベラ爆撃機の4個飛行隊が展開し、中東条約機構（英語: Middle East Treaty Organization、略称：METO）および後継の中央条約機構（英語: Central Treaty Organization、略称：CENTO）の一部として核攻撃能力を提供した。
1960年にイギリスからキプロスが独立後もイギリス空軍はニコシア空軍基地とアクロティリ空軍基地の2か所を維持していたが、ニコシア空軍基地は軍民共用空港であったことと民間航空機の増加により1966年に閉鎖され、アクロティリ空軍基地がキプロスに残されたイギリス空軍唯一の基地となった。
1973年の第四次中東戦争後、アメリカ空軍は第9偵察航空団分遣隊を置き、U-2戦略偵察機が展開するようになった。
アクロティリ空軍基地は中東・北アフリカ方面での前線派遣基地として使用されており、2011年のリビア飛行禁止空域におけるイギリス軍のエラミー作戦では、空中給油機部隊などが展開して航空作戦を支援した。2013年8月からは基地防空のため、タイフーン FGR.4戦闘機6機が展開するようになった。2014年8月にイラクとシリアにおけるISILの台頭を受け、アクロティリ空軍基地にはトーネードGR.4攻撃機6機が展開してイラクにおける偵察任務に従事し、9月にはISILへの軍事介入のため、イラク国内のISIL爆撃に使用された。
2018年にはシリアへのミサイル攻撃支援のために使用されたほか、2019年6月にはISILへの攻撃のために、F-35A戦闘機6機が展開した。
2024年1月12日、基地から出撃したタイフーン戦闘機が、紅海で船舶への攻撃を続けるイエメンのフーシ派拠点に対して爆撃を行った。

## 所在部隊
アクロティリ空軍基地には、以下の部隊が所在している。
イギリス空軍
- 第2航空団（英語版）隷下
  - 第84飛行隊（英語版） - ピューマHC Mk.2[18]
- 第83遠征航空団（英語版）隷下
  - 第903遠征飛行群（英語版） - タイフーン FGR.4[19]、A400M[19]、ボイジャーKC.2/KC.3[19]、MQ-9A、RC-135W[20][21]、シャドウR.1[22]

アメリカ空軍
- 第9偵察航空団（英語版）隷下
  - 第9作戦群分遣隊（英語版） - U-2S

## 就航航空会社と就航都市

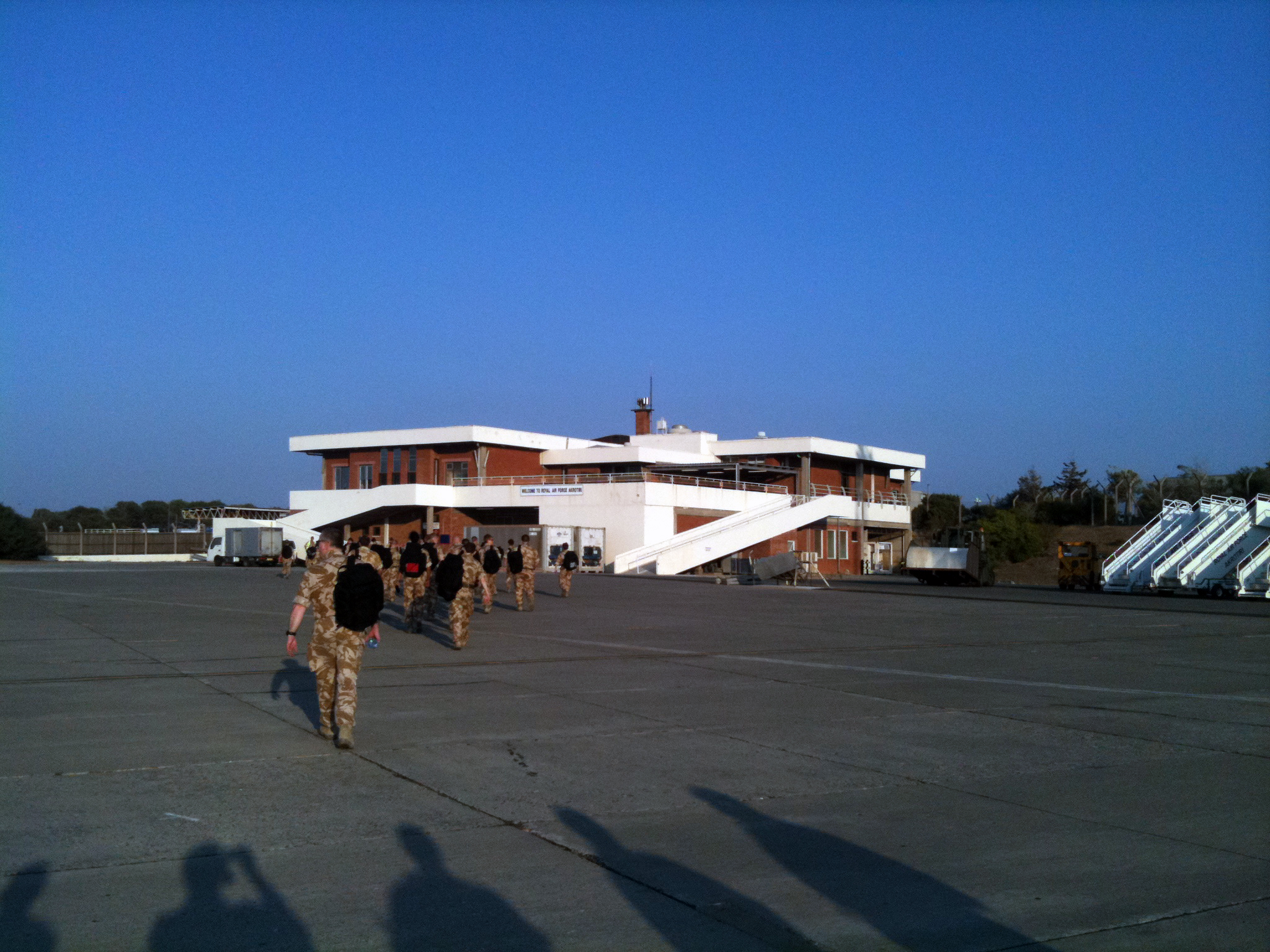
アクロティリ空軍基地のターミナルビル

### 国内線
| 航空会社                     | 就航地                                                                            |
| ---------------------------- | --------------------------------------------------------------------------------- |
| エアタンカー・サービシズ     | チャーター:ブライズ・ノートン 季節チャーター:バーミンガム、イースト・ミッドランズ |
| ウエスト・アトランティックUK | チャーター:ウォートン                                                             |

### 国際線
| 航空会社                     | 就航地                      |
| ---------------------------- | --------------------------- |
| ウエスト・アトランティックUK | チャーター:バーリ、ターイフ |